# Dresdner Hütte
Die Dresdner Hütte ist eine Schutzhütte der Sektion Dresden des Deutschen Alpenvereins. Sie liegt am Stubaier Höhenweg unterhalb des Stubaier Gletschers. Sie ist auch mit der Stubaier Gletscherbahn erreichbar. Sie wird sowohl im Sommer von Wanderern wie im Winter von Skifahrern besucht. Ein Kinderspielplatz sowie eine Après-Ski-Bar gehören zur Hütte. Die Zimmer weisen einen hohen Standard auf, mehrere Duschen sind vorhanden.

## Geschichte

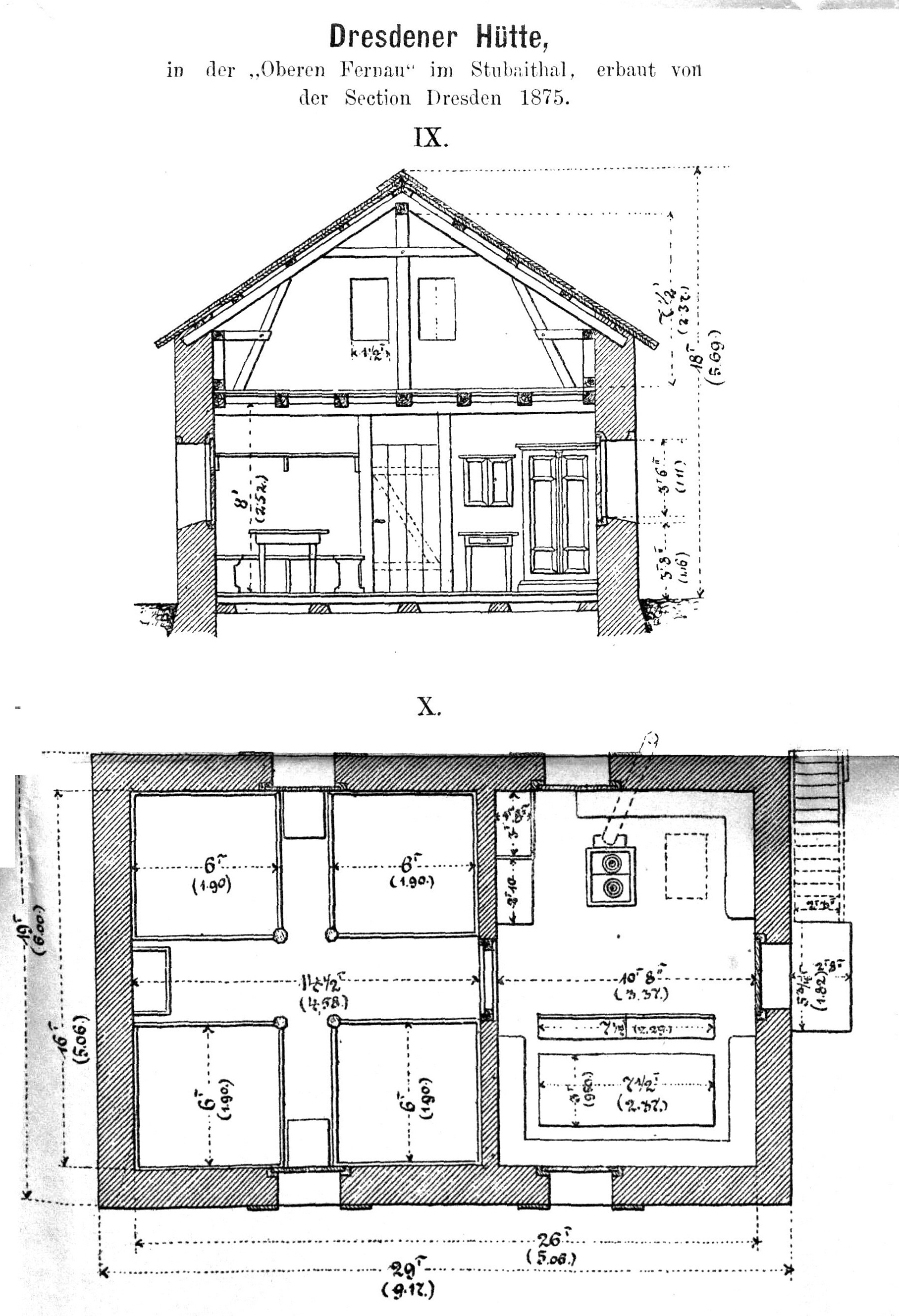
Entwurfszeichnung der Dresdner Hütte von Johann Stüdl

Die Dresdner Hütte wurde 1875 als erste Schutzhütte im Stubaital eingeweiht. 1887 wurde die erste Hütte durch einen Neubau an der heutigen Stelle ersetzt, der mehrfach erweitert und saniert ist. Von 1945 bis 1956 war die Hütte in der Hand österreichischer Verwaltungsorgane, da die Sektion Dresden aus dem Vereinsregister in Dresden gelöscht wurde (1953 in Wuppertal wiedergegründet). Seit 1973 ist die Dresdner Hütte über die Stubaier Gletscherbahn erreichbar. 1990 wurden die Gasträume und die Vorrats- und Küchenräume erweitert. 2002 folgte der Umbau des großen Matratzenlagers in moderne Zimmerlager, dabei erfolgte der Einbau von Brandschutzanlagen und die Errichtung eines feuersicheren Treppenhauses. Seit 2006 besitzt die Hütte eine zentrale Blockspeicherheizung. Die bisher letzte Sanierung (Schlafhaus, Pächterwohnung, Trocken- und Schiraum) erfolgte im  Jahr 2008. Weiterhin sind die brandschutztechnischen Einrichtungen ausgebaut worden. Am 21. September 2019 fand aus Anlass des 150-jährigen Bestehens des DAV eine Jubiläums-Bergmesse an der Herz-Jesu-Kapelle der Dresdner Hütte unter Beteiligung des DAV-Vizepräsidenten Roland Stierle statt.

## Touren

### Aufstieg
Für den Aufstieg von der Mutterberg-Talstation benötigt man etwa 1,5 Stunden.

### Übergänge
- Neue Regensburger Hütte über den Grawagrubennieder (Teil des Stubaier Höhenwegs), 6 Stunden
- Sulzenauhütte
  - über Peiljoch, 2,5 Std.
  - über den Gipfel des Trögler (2902 m)
- Amberger Hütte über den Stubaier Hauptkamm (Daunjoch) und den Sulztalferner (hochalpine Erfahrung und Ausrüstung erforderlich), 4 Stunden
- Hildesheimer Hütte über das Stubaier Gletschergebiet, 3 Stunden
- Hochstubaihütte 4,0 Std. mit Benützung der Gletscherbahn, ohne 7,0 Std.
- Nürnberger Hütte 5,5 Std.

### Gipfel- und Tagestouren
- Großer Trögler, 2902 m, 2,0 Std.
- Stubaier Wildspitze, 3341 m, 5,0 Std.
- Hinterer Daunkopf, 3225 m, 3,0 Std.
- Daunkogel, 3300 m
- Östlicher Daunenkogel 3332 m, 5,0 Std.
- Zuckerhütl, 3507 m, 5,0 Std.
- Wilder Pfaff, 3458 m
- Wilder Freiger, 3418 m
- Schaufelspitze, 3332 m, 4,0 Std.
- Egesengipfel, 2635 m, 0,75 Std.[1]

## Karten
- Alpenvereinskarte 31/1 Stubaier Alpen-Hochstubai (1:25.000)[2]